# Ortilia poltis
Ortilia poltis är en fjärilsart som beskrevs av Frederick DuCane Godman och Osbert Salvin 1878. Ortilia poltis ingår i släktet Ortilia och familjen praktfjärilar. Inga underarter finns listade i Catalogue of Life.